# Tadcaster
Tadcaster é uma cidade inglesa (7 280 habitantes no census de 2004) do distrito de Selby, no Yorkshire do Norte. 
A sua cidade gémea é Saint-Chély-d'Apcher, em França.